# Erlanger-pacsirta
Az Erlanger-pacsirta (Calandrella erlangeri) a verébalakúak (Passeriformes) rendjébe, ezen belül a pacsirtafélék (Alaudidae) családjába és a Calandrella nembe tartozó faj.

## Rendszerezése
A fajt Oscar Rudolph Neumann angol geológus és ornitológus írta le 1906-ban, a Tephrocorys nembe Tephrocorys cinerea erlangeri néven. Nevét Carlo von Erlanger német ornitologus tiszteletére kapta.

## Előfordulása
Afrika keleti részén, Etiópia területén honos. Természetes élőhelyei a szubtrópusi és trópusi magasföld. Állandó, nem vonuló faj.

## Megjelenése
Testhossza 14 centiméter.

## Életmódja
Magokkal és rovarokkal táplálkozik. Májustól júniusig költ.

## Természetvédelmi helyzete
Az elterjedési területe nagy, egyedszáma pedig ismeretlen. A Természetvédelmi Világszövetség Vörös listáján nem szerepel.